# Кася и Бася
Кася и Бася (Гродненские водонапорные башни, Башни близнецы) — городские достопримечательности. Ценные образцы инженерно-технической архитектуры .

## История
Возникновение в Гродно водопроводных систем, по-видимому, произошло ещё в период существования Речи Посполитой.
Во второй половине XIX века растущее население города нуждалось в налаживании современной системы водоснабжения. В связи с этим, на возвышенном участке города, планировалось возвести водонапорную башню.
Во многих краеведческих публикациях существует путаница, связанная со строительством гродненских башен. Связано это, вероятно, с тем, что в популярном справочнике «Гродно», выпущенном ещё в 80-х годах XX века, были приведены ошибочные сведения о башнях. В частности, там утверждалось, что северная башня построена в 1910-х годах, а южная (находится ближе к обрыву) в XIX веке . Однако первой была так называемая северная башня (иначе называемая западной), зафиксированная ещё на гравюре Рашевского, созданной в конце XIX века. Строительство этого объекта можно отнести к 90-м годам XIX века.
Южная (иначе восточная) башня построена в 1910-х годах. На фото города, датированным 1915 годом, хорошо видно, что южной башни ещё нет. Предполагается, что ближайшая к обрыву башня была возведена немцами, захватившими город в период Первой мировой войны .
В 80-х годах XX века в башнях размещались мастерские Художественного фонда БССР. В независимой Беларуси башни также занимают художники, взявшие в аренду помещения Каси и Баси.
Женские имена, данные башням, закрепились в городском фольклоре. Предполагается, что некие девушки Кася (Катажина) и Бася (Барбара) работали в башнях, но точных сведений относительно происхождения названий нет. Также неизвестно, какое именно имя носит каждая из двух башен.

## Архитектура
Более пышно декорированную, западную башню можно отнести к неороманскому стилю, либо же маркировать неорусским стилем.Архитектор гродненской водонапорной башни, работая в духе эклектики, вывел декор таким образом, чтобы башня «цеплялась» за оба стиля.
Стены старшей башни украшают аркатурный пояс, тяги, полуколонны, пилястры, дентикулы и флорентийские окна. Ранее на ней помещался шпиль.
Вторая башня выглядит значительно упрощённой копией первой и выполнена в духе так называемого кирпичного стиля .
Помещения обеих башен адаптированы под жильё.

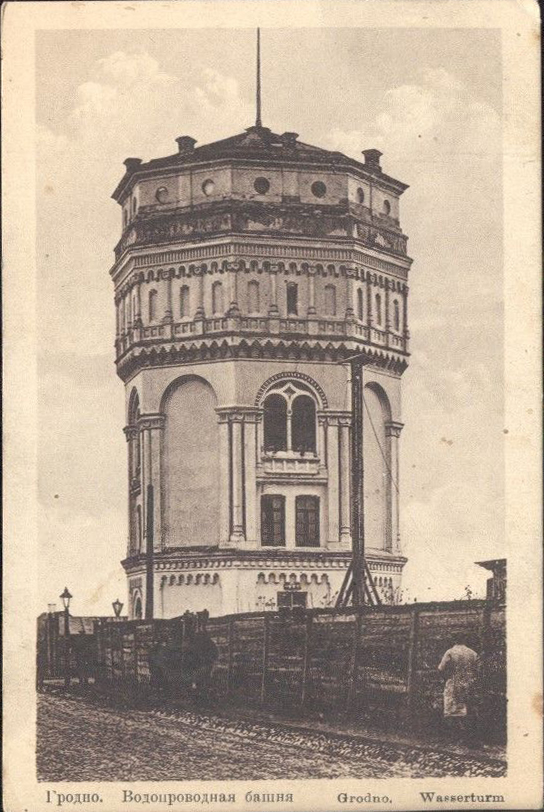
Западная башня до 1918 (?) года. Виден утраченный шпиль.
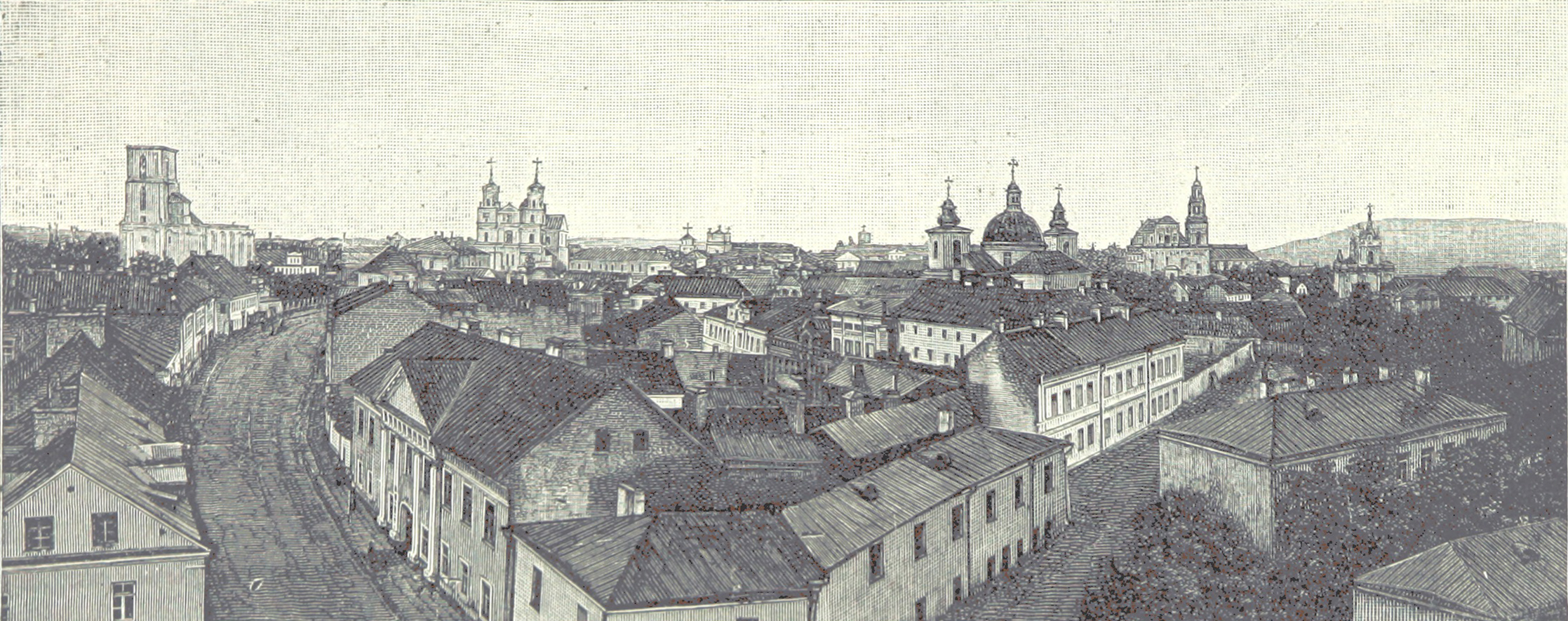
Гравюра М. Рашевского. Общий вид Гродно в конце XIX века. В центральной части, в отдалении, видна западная башня.
Вид Гродно в 1915 (по некоторым данным 1913) году. Хорошо видно, что восточная башня ещё не построена.